# Майорат
О повести Гофмана см. Майорат (повесть)
Майорат (от лат. major «старший») — порядок наследования имущества при обычном праве, согласно которому оно целиком переходит к старшему в роду или семье. Позже так стали называться и сами имения, унаследованные согласно такому праву. Этот порядок устанавливается в интересах сохранения целостности семьи или рода; когда минорат начинает способствовать их разложению.

## История
В Западной Европе со времён Карла Великого до XIX века недвижимое имущество (дома и земли) наследовали только первенцы. Другие дети получали наследство лишь деньгами и движимым имуществом. С одной стороны, это исключало дробление родовых земель, но, с другой, постоянно появлялись безземельные дворяне и крестьяне. Младшие дети дворян поступали на военную или гражданскую службу, становились купцами и промышленниками. Младшие дети крестьян шли в батраки, в прислугу; уходили из деревень в города — с XVIII века происходило усиленное движение из аграрного сектора в торгово-промышленный.
Для наследственного права средневековой Франции наиболее характерным институтом являлся майорат, то есть передача по наследству земельного и иного имущества умершего старшему сыну. Причиной распространения майората во Франции было то, что такой порядок позволял избегать дробления феодальных сеньорий и крестьянских хозяйств. Кроме того, в данном случае на наследника возлагались обязательства по оказанию поддержки несовершеннолетним членам семьи (обеспечение братьев, организация замужества сестёр и иное). При этом на юге Франции в связи с значительным влиянием римского права распространение получил институт завещания. По большей мере в завещаниях было заинтересовано духовенство, так как священники считались исполнителями завещательной воли умершего и часть завещанного имущества передавалась в пользу церкви. Под воздействием церкви завещание как институт стало проникать даже в обычное право, хотя завещательная свобода на севере Франции была существенно ограничена в пользу законных наследников. Последние не могли быть лишены наследственной массы завещательным распоряжением без серьёзных оснований.
В русской традиции все сыновья получали равную долю наследства, всем дочерям родители давали приданое; на Руси существовал родовой принцип наследования — Лествичное право. В 1714 году Пётр I издал «Указ о единонаследии», по которому собственник должен был завещать недвижимое имущество одному сыну (при отсутствии завещания наследовал старший сын); движимое имущество наследодатель мог распределить между детьми по своему усмотрению. Однако, как отметил С. М. Соловьёв «для массы землевладельцев майорат … был страшно тяжек в государстве земледельческом, с слабым промышленным и торговым развитием, с ничтожным количеством денег» и через 16 лет, при Анне Иоанновне, он был отменён.
В начале XIX века Александр I разрешил владельцам крупных имений переводить их на режим единонаследия — такое имение считалось «заповедным» и не подлежало продаже за долги. В период 1831—1845 годов в Российской империи были созданы 14 майоратов. В 1845 году были изданы правила о заповедных наследственных имениях, по которым майораты, учреждаемые с согласия императора, наследовались по закону старшинства, причём (подобно Шотландии) этот порядок сохранялся пока не пресекалась прямая линия наследников первого владельца майората. Майорат не мог отчуждаться или дробиться, даже для уплаты налогов или долгов обанкротившегося владельца. Первоначально майорат мог быть установлен для имений, включающих не менее 10 тысяч десятин земли, приносивших не менее 12 тысяч рублей годового дохода; затем эти условия были снижены в два раза указом Николая II в 1899 году. В 1845—1905 годах было создано только 60 майоратов; в период 1899—1911 годов — 33.
Майораты традиционно существовали в семьях немецких и польских дворян западных областей Российской империи: в 1909 году в прибалтийских губерниях имелось 266 заповедных имений (фидеикомисс) — с общей площадью 921 тысяча десятин — 18 % от числа дворянских имений в этих губерниях.
В США, Канаде, Австралии майората не было. Одним из последних он был ликвидирован в Японии после второй мировой войны.

## Виды майората
Существуют три основных вида майората:
- наследование старшим в роду (сеньорат, лествичное право);
- наследование старшим в семье сыном, на момент смерти наследодателя (майорат в узком смысле слова);
- наследование старшим сыном, а в случае его смерти раньше наследодателя — внуком от старшего сына (примогенитура; англ. right of primogeniture).

В Речи Посполитой майорат принял форму ординации, с принципом фидеикомисса.

## Известные майораты Российской империи
См.  Майоратные имения